# Primaire de la Ligue du Nord de 2013
Une primaire de la Ligue du Nord a lieu en Italie le 7 décembre 2013 afin de désigner le nouveau secrétaire fédéral de ce parti politique. Matteo Salvini remporte la primaire avec 81,66 % des voix,.

## Candidats
| Photo | Nom | Nom                    | Carrière |
| ----- | --- | ---------------------- | --- |
|       |     | Matteo Salvini (1973-) | - Secrétaire fédéral de la Ligue de Lombardie (depuis 2012) - Député européen (2004-2006 et depuis 2009) - Député de la République italienne (2008-2009) |
|       |     | Umberto Bossi (1941-)  | - Député de la République italienne (1992-2004 et depuis 2008) - Secrétaire fédéral de la Ligue du Nord (1991-2012) - Ministre des Réformes pour le fédéralisme (2008-2011) - Député européen (2004-2008) - Ministre des Réformes institutionnelles (2001-2004) |

## Résultats
| Candidats       | Candidats       | Voix   | %     |
| --------------- | --------------- | ------ | ----- |
|                 | Matteo Salvini  | 8 162  | 81,66 |
|                 | Umberto Bossi   | 1 833  | 18,34 |
|                 |                 |        |       |
| Votes valides   | Votes valides   | 9 995  | 97,79 |
| Votes invalides | Votes invalides | 226    | 2,21  |
| Total           | Total           | 10 221 | 100   |